# Knox megye (Texas)
Knox megye az Amerikai Egyesült Államokban, azon belül Texas államban található. Megyeszékhelye Benjamin, legnagyobb városa Munday. Lakosainak száma 3353 fő (2020. április 1.).

## Szomszédos megyék
- Foard megye (észak)
- Baylor megye (kelet)
- Haskell megye (dél)
- Stonewall megye (délnyugat)
- King megye (nyugat)
- Throckmorton megye

## Népesség
A megye népességének változása:
| Lakosok száma | 3730 | 3742 | 3770 | 3767 | 3860 | 3353 |
|               | 2010 | 2011 | 2012 | 2013 | 2015 | 2020 |